# Joaquín Roberto González Martínez
Joaquín Roberto González Martínez (ur. 1947, zm. 19 lutego 2017 w Xalapie) – polsko-meksykański geograf latynoamerykanista, profesor nauk humanistycznych.

## Życiorys
W 1973 uzyskał licencjat z ekonomii na Narodowym Uniwersytecie Autonomicznym Meksyku (UNAM), a w 1983 został magistrem historii na Universidad Autónoma Metropolitana (UAM). W 1992 doktoryzował się w zakresie geografii na Uniwersytecie Warszawskim na podstawie napisanej pod kierunkiem Andrzeja Dembicza dysertacji Las comunidades indigenas de Mexico. Sus estructuras y su papel en la conformacion del espacio regional. W 2006 habilitował się na UW w dziedzinie nauk o Ziemi, przedstawiwszy dzieło Procesy długiego trwania w kształtowaniu się regionów w Meksyku. Wspólnoty rybaków w Dolnym Papaloapan (Veracruz, Mexico). W 2014 otrzymał tytuł profesora nauk humanistycznych.
W latach 1968–1973 pracował na UNAM. W latach 1970–1983 zatrudniony na UAM. Od 1985 do 2013 nauczyciel akademicki na Wydziale Geografii i Studiów Regionalnych UW, a od 2014 do 2017 w Instytucie Studiów Iberyjskich i Iberoamerykańskich UW. W latach 1994–2017 profesor na Universidad Veracruzana.
Zmarł 19 lutego 2017.